# 小笠原貞宗
小笠原貞宗（日语：／ Ogasawara Sadamune）是鎌倉時代後期到室町时代前期（南北朝時期）的武将。信濃小笠原氏當主。信濃守護。

## 生平
小笠原貞宗的「貞」是來自北條貞時，他一開始是鎌倉幕府下的武士，後來在元弘三年（1333年）足利高氏（後來的足利尊氏）反抗鎌倉幕府時，他追隨足利高氏起兵，參與了鎌倉之戰，因戰功成為信濃守護，在船山郷（現在的千曲市）建立船山守護所。
北條殘黨在中先代之亂時攻擊守護所和国衙（現在的松本市），殺死了国司，並且往鎌倉進軍，小笠原貞宗無法阻擋，後來在村上信貞等人的協助下，才得以平定。尊氏推翻後醍醐天皇（延元之亂），小笠原貞宗也追隨尊氏。戰亂中国衙燒毀，小笠原貞宗在筑摩郡淺間宿迎接由後醍醐天皇任命的国司堀川光繼。
後醍醐天皇在建武3年/延元元年（1336年）5月逃到比叡山，足利勢力進入京都。小笠原貞宗在同年9月前往京都，途中在近江打敗了新田義貞和脇屋義助，並且和前來援助的佐佐木道譽以及足利方軍隊，一起封鎖琵琶湖，使後醍醐天皇一方斷糧，一直到當月29日為止，這是決定性的一擊，建武之乱後來在10月10日結束（近江之戰）（『梅松論』下）。
後來貞宗以北朝武将的身份參與許多戰鬥，包括金崎之戰、青野原の戦い等。曆應3年/興国元年（1340年）6月奉幕府之命和上野國守護上杉宪显一起進攻越後妻有荘（現在的新潟县津南町）的新田義宗。同年10月在大徳王寺城擊敗了從遠江要進攻南朝根據地信濃伊那谷的北條時行，康永元年/興国3年（1342年）接到高師冬的求援，去常陸攻打南朝的北畠親房。
建武2年9月時賜住安曇郡住吉荘，正平2年/貞和3年4月被賜予近府春近領，為進軍信濃府內建立了基礎。
興国5年/康永3年（1345年）11月12日，貞宗將守護職位、以及甲斐国原小笠原荘・信濃国伊賀良荘的小笠原氏總領身份，交給嫡子政長。
正平2年/貞和3年（1347年）5月26日，貞宗在京都過世，過世時56歳。

## 禮儀
小笠原貞宗負責教授禮儀，他對禮儀的認識受到清拙正澄的影響，清拙正澄曾教授小笠原貞宗禅宗和中國文學。
小笠原貞宗復興了貞宗流的弓術和流鏑馬，足利尊氏和後醍醐天皇的弓術是由他所教授。小笠原貞宗強調犬追物在射箭練習中的重要性，並有寫下著作。小笠原貞宗有將小笠原氏、今川氏、伊勢氏的武家禮節寫成《三義一統》。